# Hapalopus nigriventris
Hapalopus nigriventris är en spindelart som först beskrevs av Cândido Firmino de Mello-Leitão 1939. 
Hapalopus nigriventris ingår i släktet Hapalopus och familjen fågelspindlar. Artens utbredningsområde är Venezuela. Inga underarter finns listade i Catalogue of Life.